# 高島町站 (滋賀縣)
高島町站（日语：／ Takashimachō eki */?）是位於滋賀縣高島郡高島町大字勝野（現時：高島市勝野），江若鐵道的鐵路車站（廢站）。

## 歷史
在1927年（昭和2年），江若鐵道從北小松站延伸至此站，當時為高島郡首條鐵路。在開通之際舉行了大規模的慶祝會，時任滋賀縣知事今村正美也有出席。在2年後的1929年（昭和4年），路線延伸至安曇站。
在當初開業時，車站名稱為大溝站（日语：／），名稱是取自所在地的町名高島郡大溝町。在1943年（昭和18年），大溝町與周邊的村合併為高島町，使車站名稱改為高島町站。雖然經過合併，但是車站所在地附近都是町的中心。

### 年表
- 1927年（昭和2年）12月15日：江若鐵道北小松站至大溝站之間開業，大溝站啟用，當時位於高島郡大溝町[6][7]。
- 1929年（昭和4年）6月1日：此站至安曇川站之間開業[6][8]。
- 1943年（昭和18年）4月左右：隨著高島町成立，車站改名為高島町站[6][9]。
- 1969年（昭和44年）11月1日：車站被廢除[6]。

## 車站構造
高島町站內設有客運和貨運業務（一般車站），可進行列車交會。站內設有2面2線的相對式月台。另外也設有側線和讓蒸氣機車補充水份的供水設備。此站是江若鐵道中，規模較大的車站。
在開業當初，此站的站舍與線內其他車站不同。此站的站舍是一座方形西式建築物。但是在車站廢除一刻，站舍屋頂變回瓦片。

## 使用狀況
以下為開業起數年之間的一年上下車人次和貨物起卸量。在靠山一邊的朽木村內設有錳礦。曾經有一段時間，此站運送錳礦。
| 一年客量和貨物起卸量： | 一年客量和貨物起卸量： | 一年客量和貨物起卸量： | 一年客量和貨物起卸量： | 一年客量和貨物起卸量： | 一年客量和貨物起卸量： |
| 年                     | 旅客                   | 旅客                   | 貨物                   | 貨物                   | 參考資料               |
| 年                     | 乘車                   | 下車                   | 發送                   | 到達                   | 參考資料               |
| ---------------------- | ---------------------- | ---------------------- | ---------------------- | ---------------------- | ---------------------- |
| 1931年                 | 48,783人               | 48,435人               | 914公噸                | 1,157公噸              | [ 14 ]                 |
| 1934年                 | 58,327人               | 57,468人               | 617公噸                | 1,572公噸              | [ 15 ]                 |
| 1935年                 | 58,341人               | 58,238人               | 776公噸                | 1,823公噸              | [ 16 ]                 |
| 1936年                 | 62,879人               | 63,315人               | 838公噸                | 1,692公噸              | [ 17 ]                 |

## 車站周邊
車站附近曾經是大溝藩大溝城的城下町。車站是建設在大溝城的護城河遺址。在1956年（昭和31年），於站前的高島診所啟用，為醫院使用者而設的商店也於站前開幕。
車站遺址變成了湖西線近江高島站站前廣場。從此站往近江今津方向的路段中，在近江高島站北邊湖西線彎道路軌外側處還可看見江若鐵道時代的路堤和部分橋樑結構，其他部分已經被敷設了湖西線路軌及其他鐵路設備。

## 相鄰車站
江若鐵道
江若鐵道線
白鬚－（臨）白鬚濱－高島町－水尾

## 注腳
1. 1 2 3 4 5 6  江若鉄道の思い出，第94頁.
2. 1 2  寺田 2010，第10頁.
3. ↑  田中, 宇田 & 西藤 1998，第394頁.
4. 1 2  江若鉄道の思い出，第95頁.
5. 1 2 3  江若鉄道の思い出，第96頁.
6. 1 2 3 4  今尾 2008，第31–32頁.
7. ↑  「地方鉄道運輸開始」《官報》1927年12月24日（國立國會圖書館數碼化資料）
8. ↑  「地方鉄道運輸開始」《官報》1929年6月6日（國立國會圖書館數碼化資料）
9. 1 2 3  寺田 2010，第15頁.
10. ↑  竹内 1967.
11. 1 2  レイル，第81頁.
12. 1 2 3  レイル，第85頁.
13. ↑  江若鉄道の思い出，第64–65頁.
14. ↑  《滋賀縣統計全書》昭和6年版（國立國會圖書館數碼化資料）
15. ↑  《滋賀縣統計全書》昭和9年版（國立國會圖書館數碼化資料）
16. ↑  《滋賀縣統計全書》昭和10年版（國立國會圖書館數碼化資料）
17. ↑  《滋賀縣統計全書》昭和11年版（國立國會圖書館數碼化資料）
18. 1 2  寺田 2010，第26頁.
19. ↑  吉田 1998，第193–195頁.

## 相關項目
- 日本鐵路車站列表 Ta